# Louis Asseray
 (juillet 2022).
Louis Asseray, né le 28 février 1904 à Chemillé (Maine-et-Loire) et décédé le 3 décembre 1988  à Angers (Maine-et-Loire), est un homme politique français.

## Biographie
Fils d'un agriculteur, il travaille à la ferme familiale après l'obtention de son certificat d'études.
Sa carrière politique commence après la seconde guerre mondiale. Conseiller municipal de Chemillé en 1945, il est second de la liste du MRP pour l'élection de la deuxième Assemblée nationale constituante, en juin 1946, et est élu député.
Réélu en novembre 1946, il intervient à l'assemblée essentiellement sur les questions agricoles.
De nouveau candidat en 1956 en quatrième position, il n'est pas réélu.
Il est maire de Chemillé de 1959 à 1963.

## Détail des fonctions et des mandats
Mandat parlementaire
- 2 juin 1946 - 4 juillet 1951 : Député de Maine-et-Loire

Mandat local
- 1959 - 1963 : Maire de Chemillé